# Vîrișalne, Hadeaci
Vîrișalne (în ucraineană Вирішальне) este un sat în comuna Seredneakî din raionul Hadeaci, regiunea Poltava, Ucraina.

## Demografie
Componența lingvistică a localității Vîrișalne
     Ucraineană (96,84%)
     Rusă (2,63%)
     Alte limbi (0,53%)
Conform recensământului din 2001, majoritatea populației localității Vîrișalne era vorbitoare de ucraineană (96,84%), existând în minoritate și vorbitori de rusă (2,63%).